# Jiří Březina (spisovatel)
Jiří Březina (* 3. října 1980 České Budějovice) je český spisovatel, překladatel a copywriter. Je autorem krimisérie s detektivem Tomášem Volfem. Věnuje se také dětské literatuře.

## Životopis
Vystudoval Pedagogickou fakultu Univerzity Karlovy. Po absolvování školy pracoval jako úředník, poté se stal copywriterem webových stránek.
Je ženatý, má dva syny.

## Dílo
- Manuál (Jak se dostat na vrchol hitparády), překlad knihy Jimmyho Cautyho, 2010[1]
- Na kopci, detektivní román, Praha: Motto, 2013
- Promlčení, detektivní román, Praha: Motto, 2015
- Polednice, detektivní román, Praha: Motto, 2016
- Vzplanutí, detektivní román, Praha: Motto, 2019
- Mizení, detektivní román, Praha: Motto, 2021
- Nalezení, detektivní román, Praha: Motto, 2022[3]
- Noční slunce, fantasy pro děti, Praha: Fragment, 2023[4]
- Labuť a lovec, novela, Praha: Vyšehrad, 2024[5]
- Mimo obraz , detektivní román,  Praha: Motto 2024

## Ocenění
- 2013 – Cena Jiřího Marka za nejlepší českou detektivku,[6] za knihu Na kopci
- 2019 – Cena Jiřího Marka za nejlepší českou detektivku,[7] za knihu Vzplanutí
- 2022 – Cena Jiřího Marka, 2. místo,[8] za knihu Mizení